# HD 107079
HD 107079 (F Centauri) é uma estrela na constelação de Centaurus. Com uma magnitude aparente visual de 5,01, é visível a olho nu em locais com pouca poluição luminosa. Medições de paralaxe indicam que está a uma distância de aproximadamente 445 anos-luz (137 parsecs) da Terra. É uma gigante vermelha do ramo assintótico com um tipo espectral de M1III. Sua fotosfera está brilhando com 613 vezes a luminosidade solar a uma temperatura efetiva de 3 930 K. É uma possível estrela variável e sua magnitude aparente ja foi observada variando entre 4,94 e 5,07. Medições astrométricas pelo satélite Hipparcos identificaram anomalias no movimento próprio desta estrela, indicando que ela é uma provável binária astrométrica.